# Jazmine Fenlator-Victorian
Jazmine Fenlator-Victorian (* 29. August 1985 in Wayne, New Jersey als Jazmine Fenlator) ist eine US-amerikanisch-jamaikanische Bobsportlerin.

## Werdegang
Jazmine Fenlator-Victorian stammt aus New Jersey und ist die Tochter eines Jamaikaners und einer US-Amerikanerin. Sie studierte an der Rider University in Lawrenceville (New Jersey), wo sie Leichtathletik betrieb und Universitätsrekorde im Kugelstoßen, Diskus- und Gewichtweitwurf aufstellte. 2007 erlangte sie einen Bachelorabschluss in Kommunikationswissenschaft und nahm auf Initiative ihres Leichtathletiktrainers an einem Probetraining für den Bobsport teil. Sie hat zudem einen Masterabschluss von der California University of Pennsylvania inne und studiert an der DeVry University mit dem Ziel eines Master of Business Administration mit dem Schwerpunkt Marketing. 
Fenlator-Victorian startete ab 2007/08 zunächst als Anschieberin von Jamia Jackson und Bree Schaaf im Europacup und America’s Cup. Im April 2009 ging sie beim America’s Cup in Lake Placid erstmals als Pilotin an den Start und nahm auch in den beiden folgenden Wintern mit wechselnden Anschieberinnen am America’s Cup teil. Ende 2010 debütierte Jazmine Fenlator in Park City im Weltcup und belegte mit Kristi Koplin den elften Rang. Im Januar 2011 feierte Fenlator beim America’s Cup in Lake Placid ihre ersten beiden Siege. Bei den Juniorenweltmeisterschaften 2011 wurde sie Siebte.
In der Saison 2011/12 ging Jazmine Fenlator-Victorian im Europa- sowie im Weltcup an den Start und belegte als beste Weltcup-Platzierung einen achten Rang in St. Moritz. Bei den Weltmeisterschaften 2012 wurde sie im Zweierbob Zehnte und im Teamwettbewerb Vierte. Beim ersten Saisonrennen 2012/13 in Lake Placid erreichte sie mit dem zweiten Rang ihren ersten Weltcup-Podestplatz. Nach fünf weiteren Top-10-Ergebnissen – darunter Rang 3 in Igls – konnte sie sich im Gesamtweltcup auf Rang 11 platzieren. Die Weltmeisterschaft 2013 beendete sie sowohl im Zweierbob als auch im Mannschaftswettbewerb auf dem achten Platz.
Im Weltcup 2013/14 gelangen Fenlator-Victorian ein weiterer zweiter Platz sowie zwei vierte Plätze. Im Gesamtklassement wurde sie Siebte. Sie nahm an den Olympischen Spielen 2014 in Sotschi teil und belegte gemeinsam mit LoLo Jones den elften Rang. In der Folgesaison wurde sie erneut einmal Zweite und belegte sonst Ränge zwischen 4 und 9, womit sie im Gesamtweltcup den dritten Platz hinter Elana Meyers Taylor und Kaillie Humphries erreichte. Bei der Weltmeisterschaft in Winterberg wurde sie Sechste.
Im Oktober 2015 verließ Jazmine Fenlator-Victorian den US-amerikanischen Bobverband, um künftig für Jamaika an den Start zu gehen. 
Beim Internationalen Bob- und Skeletonverband (IBSF) ist Fenlator-Victorian seit 2016 für das jamaikanische Team am Start. Im Finale zum Nordamerika-Cup 2016/2017 des Internationalen Bob- und Skeletonverbandes (IBSF) in Lake Placid war sie mit Carrie Russell als Anschieberin Drittplatzierte, der erste Podestplatz für Jamaika in einem IBSF-Rennen. Im Dezember 2017 kam sie mit Russell beim 4. IBSF-Weltcup in Winterberg auf den 7. Platz.
Ihr Ziel war es, 2018 als erste Bobpilotin für Jamaika an Olympischen Spielen teilzunehmen und langfristig ein Frauenteam beim jamaikanischen Bobverband aufzubauen. Mitte Januar 2018 bestätigte Jamaikas Olympisches Komitee ihre Qualifikation als Pilotin des Zweierbobs der Frauen bei den Olympischen Winterspielen in Pyeongchang.

## Trivia
Jazmine Fenlator ist mit dem ehemaligen US-amerikanischen Bobfahrer Aaron Victorian verheiratet, der ebenfalls für Jamaika startet.
Fenlator-Victorian bezeichnete ihre Gruppenfinanzierungskampagne Cool Runnings 2.